# Nicolás Frutos
Nicolás Alejandro „Nico“ Frutos (* 13. Mai 1981 in Santa Fe) ist ein ehemaliger argentinischer Fußballspieler und heutiger -trainer.

## Spielerkarriere
Der Stürmer stammt aus der Jugendabteilung von Unión de Santa Fe, einem Verein aus seiner Heimatstadt, wo er 2000 in den Kader der ersten Mannschaft aufrückte. Im Juni 2002 wechselte er zum CA San Lorenzo de Almagro, für den er bis 2003 in 26 Spielen vier Tore erzielte. Im Juli 2003 folgte ein kurzes Engagement bei Nueva Chicago, wo er nur ein Spiel bestritt. 
Noch im selben Monat wechselte Frutos nach Europa, wo er einen Vertrag beim spanischen Club UD Las Palmas. In der Saison 2003/04 traf er in 18 Spielen einmal, ehe er zurück nach Argentinien wechselte. Er schloss sich Gimnasia y Esgrima de La Plata an, wo er bis Jahresende 2004 spielte. Anschließend folgte der Wechsel zu Independiente. Hier erzielte er in 28 Spielen 19 Tore. 
Im Januar 2006 entschloss sich Frutos zu einem zweiten Anlauf in Europa; er wechselte zum RSC Anderlecht in die belgische 1. Division, wo er zum Stammpersonal gehörte. Aufgrund einer Verletzung beendete er 2010 frühzeitig seine Karriere.

## Trainerkarriere
Nach dem Ende seiner aktiven Laufbahn arbeitete Frutos zunächst als Trainer der zweiten Mannschaft seines Heimatvereins Unión de Santa Fe. In der Saison 2014/15 war er als Assistenztrainer bei Club Olimpia in Paraguay tätig. Im Jahr 2016 übernahm er zunächst die Reservemannschaft des RSC Anderlecht. Im Sommer 2016 wurde er dort Assistenztrainer unter René Weiler. Das Gespann führte die Mannschaft in der Saison 2016/17 zur Meisterschaft. Nach einem schlechten Start in die Spielzeit 2017/18 wurde Weiler entlassen und Frutos betreute interimsweise für vier Spiele die Mannschaft, ehe er durch Hein Vanhaezebrouck abgelöst wurde. Ab Januar 2019 war er Cheftrainer von CD San Luis de Quillota in Chile, wurde aber bereits Anfang April 2019 wieder entlassen.
Zur Saison 2020/21 kehrte er als Co-Trainer zum RSC Anderlecht zurück.

## Sonstiges
Frutos ist verheiratet und hat eine Tochter (* 15. Mai 2006).